# (2801) Huygens
(2801) Huygens est un petit astéroïde de la ceinture principale appartenant à la famille de Gefion.

## Découverte
(2801) Huygens est découvert par Hendrik van Gent le 28 septembre 1935. Il est nommé d'après Christian Huygens, astronome, mathématicien et physicien hollandais.